# Arachnis labrosa
Arachnis labrosa är en orkidéart som först beskrevs av John Lindley och Joseph Paxton, och fick sitt nu gällande namn av Heinrich Gustav Reichenbach. Arachnis labrosa ingår i släktet Arachnis och familjen orkidéer.

## Underarter
Arten delas in i följande underarter:
- A. l. labrosa
- A. l. zhaoi